# Altais
Altais (aus arabisch التيس, DMG at-tais ‚der Ziegenbock‘) ist der Eigenname des Sterns δ Draconis (Delta Draconis). Altais hat eine scheinbare Helligkeit von +3,07 mag und gehört dem Spektraltyp G9III an. Altais ist ca. 100 Lichtjahre von der Erde entfernt. Andere Namen: Nodus II (Nodus Secundus), Aldib.